# Good Night, Paul
Good Night, Paul è un film muto del 1918 diretto da Walter Edwards. La sceneggiatura di Julia Crawford Ivers si basa sull'omonima commedia musicale di Charles Dickson e Roland Oliver (musiche di Harry B. Olsen) andata in scena in prima all'Hudson Theatre di Broadway il 3 settembre 1917.

## Trama

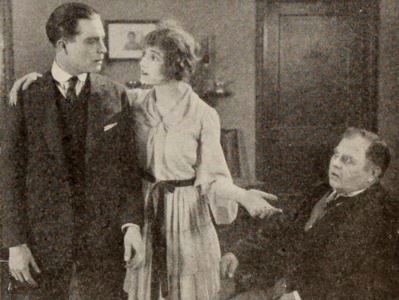
Harrison Ford, Constance Talmadge, John Steppling

Paul Boudeaux condivide l'appartamento in cui vive con i coniugi Landers. Lui, Richard, è il suo socio in affari, lei la sua giovane moglie Matilda. La situazione si è venuta a creare perché i due uomini sono in gravi difficoltà finanziarie e cercano di risparmiare in tutti i modi. Così, quando un giorno in casa arriva in visita il ricco zio di Paul, Batiste Boudeaux, Matilda - che sa che il vecchio, il quale vorrebbe Paul sposato, è disposto a regalargli ben cinquantamila dollari come dono di nozze - ha la bella pensata di presentarsi come moglie di Paul. Il vecchio scapolo è compiaciuto che il nipote si sia sposato, ma le complicazioni cominciano a sorgere subito, perché Batiste decide di fermarsi da loro per un mese. La situazione peggiora quando, una mattina, lo zio vede Paul - che dovrebbe stare nella sua camera con la moglie - dormire invece sul divano. E sorprende Richard a "rubare" nella stanza da letto di Matilda. Paul, intanto, si innamora di Rose, l'infermiera dello zio: la situazione finalmente si chiarisce, Paul ottiene i soldi dallo zio il quale, persino lui, finisce per innamorarsi e cedere all'amore, impalmando mademoiselle Julie, una modella.

## Produzione
Il film fu prodotto dalla Select Pictures Corporation.

## Distribuzione
Il copyright del film, richiesto dalla Select Pictures Corp., fu registrato il 13 giugno 1918 con il numero LP12539.

Distribuito dalla Select Pictures Corporation e presentato da Lewis J. Selznick, il film uscì nelle sale statunitensi il 20 giugno dopo essere stato presentato in prima a New York il 13 giugno 1918. In Francia prese il titolo Bonsoir, Paul, in Svezia quello di Firmans fru.
Copia completa della pellicola si trova conservata negli archivi della Filmoteca Española di Madrid e presso la Lobster Films, a Parigi.